# Милован Де Стил Марковић
Милован Дестил Марковић (Чачак, 9. новембра 1957) српски је академски сликар и ликовни уметник. Своју каријеру језапочео раних 80-их. Важи за оца Трансфигуративног сликарства и Текст портрета. Гостујући је професор на предмету Контекстуална уметност, на Универзитету уметности у Берлину.

## Изложбе
Марковић је често излагао у Европи, Азији, Јужној и Северној Америци.
Његови радови педстављени су на: 42. бијеналу у Венецији (Aperto), 4. бијеналу у Истанбулу, бијеналу у Сао Паолу, 46. бијеналу у Венецији, 6. тријеналу-Индија, у Њу Делхију, 5. бијеналу на Цетињу, 49. Октонарском салону у Београду, Moderna Museet у Стокхолму, P.S.1 музеју у Њујорку, Saarland музеју у Сарбрукену, The Artists' музеју у Лођу, Музеју савремене уметности у Београду, Landesmuseum у Грацу, Hamburger Bahnhof - Museum für Gegenwart у Берлину, Ludwig Музеј савремене уметности у Будимпешти, Музеј савремене уметности у Кумамоту, Art Museum Foundation and Military Museum у Истанбулу, Kunstmuseum у Диселдорфу, Kunstvoreningen у Бергену, Kunstverein у Хамбургу, Kunst-Werke у Берлину и многим другим.

## Биографија
Марковићев деда је био познат по изради споменика крајпуташа и произвођач ракије шљивовице. Његов надимак је био Дестилација, име које је Марковић трансформисао у своје Де Стил или ДеСтил. У Другом светском рату оба родитеља била су у партизанима. Кад се вратио из заробљеништва у нацистичкој Немачкој, његов отац Радомир постао је политички комесар. Његова мајка Олга је била вешта и еманципована жена. Још као дечак почео је да слика заједно са својим братом Драганом. Марковић је похађао основну школу и гимназију у Пожеги. Године 1976. покушао је да упише Филозофски факултет у Београду, али без успеха. Исте године је пошао у Шуматовачку школу на припреме за упис на Факултет ликовних уметности у Београду.
Од 1977. до 1983. Марковић је студирао на Факултету ликовних уметности Београдског универзитета уметности где је и дипломирао. Од 1979. активан је као професионални уметник. Од 1979. до 1986. сарађивао је са Студентским културним центром (СКЦ) у Београду, где је организовао пројекте, концерте, догађаје и излагао много пута. Четрнаестог априла 1981. прогласио је Светски дан уметности и постао први Споменик уметности осмочасовним перформансом у улици Маршала Тита, испред СКЦ-а. Заједно са Властом Микићем основао је уметничку групу Жестоки 1982. и отворио Клуб Академија (популарна Рупа) у подруму Факултета ликовних уметности, чији је био први председник. Клуб Академија био је врло значајно место за уметничку сцену и Нови талас 80-их и попримио статусни култ.
Марковић је проучавао иконе и фреске у византијским и српским манастирима. Заједно са Весном Викторијом Булајић реализовао је видео радове „Велика Инвокација“ и „Свети Ратник“. На Телевизији Београд у емисији ТВ Галерија продуциран је видео рад „Викторија“, заједно са Борисом Миљковићем и Срђаном Шапером. По завршетку студија, Марковић је добио награду Октобарског салона 1983, а 1986. у 28. години, Политикину награду (фонд Владислав Рибникар) за изложбу Еухаристија у Салону Музеја савремене уметности у Београду. Године 1986. учествовао је на међународној изложби Aperto на 42. бијеналу у Венецији.
Од 1986. Марковић ствара и у Западном Берлину. Током раног периода у Западном Берлину блиско је сарађивао са DAAD. Заједно са норвешком уметницом Сисел Толас (Sissel Tolaas) 1987. започео је серију пројеката Лабораторијум коју је реализовао у: Западном Берлину, Бергену, Познању и Брилу. Путовао је по Бразилу, Перуу и Боливији и издао књигу „Кључ стварања“ и продуцирао бројне видео радове и перформансе.
Организовао је Сава пројект у Бродоградилишту у Мачванској Митровици и парку Међународног Сава центра у Београду. На његов 32. рођендан 9. новембра 1989. пао је Берлински зид. Почетком 90-их Марковић је прешао у источни део града и почео сарадњу са Kunst-Werke, где је све до 1995. имао и атеље. Године 1992. учествовао је на изложби „37 Räume“, где је на отварању организовао фудбалски меч „Уметници против куратора“. Годину дана касније, 1993, Марковић је организовао изложбу „Private" у Kunst-Werke. Током раног периода рата у Југославији Марковић је организовао помоћ недржавним независним медијима у Београду. Године 1995. почео је да ради на Трансфигуративниној Слици и основао mock-up Берлин-Београд. Године 1997. рођена је његова ћерка Тара. Са Властом Микићем и Мирољубом Марјановићем сарађивао је на интернет пројекту „worldbeograd" 1999, касније познат као SeeCult.org. Године 2000. почиње истраживање на зидним пигмент апликацијама и техологији пигментације. Године 2003. започео је рад на Текст портретима и Homeless Project (Пројект Бескућници). Године 2006. патентирао је wall-make-up медијум за технологију зидне пигментације. Године 2007. објавио је књигу Markovic - Transfigurative Works (Марковић - Трансфигуративни Радови) за издавачку кућу Verlag für Moderne Kunst у Нирнбергу. Године 2008. објављена је монографија Милован ДеСтил Марковић, у издању галерије „Надежда Петровић” у Чачку.
Марковић живи и ради у Берлину и Београду.

## Одабрана дела
У новијим радовима Марковић истражује могућности и изазове, као и границе визуелне репрезентације уопште, али се пре свега занима за смисао гро плана. Марковић скреће пажњу на политику репрезентације људског лица која је изражена кроз продукцију видљивог и невидљивог, што је друштвено условљено и представљено као такво. Надасве, неретко су те представе (слике) реализоване на јавним местима, где би „идеално лице“ могло бити идеолошки, пропагандно и комерцијално употребљено.

### "Карминке“, од 1995.
У првој серији Трансфигуративних слика, портретисао је славне жене света. Њихова лица су нам блиска зато што су много пута приказана у медијима: штампи, телевизији, интернету итд. За сваку Карминку више од 100 кармина нането је на површину сомотске тканине. Овај материјал за сликање је најчешће употребљавани производ за свакодневно женско шминкање или ре-креирање лица. Марковић заиста сматра да је шминкање женин аутопортрет. Ова серија радова односи се на светски познате жене које су стекле славу захваљујући јавном приказивању њихове професије или каријере.

### "Текст портрети“, од 2002.
Његова најновија серија радова Трансфигуративних Слика, у потпуности открива други вид: незапосленост, бескућништво, социјално - друштву и јавности невидљиво. За разлику од женских портрета (Карминки) у којима су представе лишене фигуре, ми се ослањамо на запамћене слике, при чему се трудимо да призовемо „стварно“ женско лице, какво нам је познато кроз медије, у Марковићевим портретима бескућника, ми се суочавамо са представама појединаца који су нам лично непознати, пошто припадају социјалној групи,`коју је свако друштво у којем живе склоно да прикаже невидљивим.
Ови текст портрети засновани су на интрвјуима које је Марковић водио са бескућницима у разним светским метрополама. Они представљају идентитет мушкараца кроз њихове животне приче; реална особа је трансфигурисана кроз аутобиографски текст који је фиксиран пигментима на платну.

## Признања и награде
- 2007	Arbeitsstipendium, Берлински Сенат, Берлин
- 2005	Katalogförderung, Берлински Сенат, Берлин
- 2004	Hauptstadtkulturfonds, Берлин
- 2000	Pollock-Krasner Foundation, Њујорк
- 2000 Награда града Чачка, Чачак
- 1996	19. Меморијал Надежде Петриовић, Чачак
- 1991	Arbeitsstipendium, Берлински Сенат, Берлин
- 1990	Милешевски Бели анђео, Пријепоље
- 1986	Политикина награда (Фонд Владислав Рибникар), Београд
- 1983	Награда 24. октобарског салона, Београд

## Изложбе (избор)
Године 2007,
- Förderkohle, Neuer Berliner Kunstverein, Берлин (cat.)
- paper works, Galerie Kai Hilgemann, Берлин

2006
- Homeless Berlin, façade at Checkpoint Charlie, and Galerie Kai Hilgemann, Берлин
- Art Cologne, Galerie Kai Hilgemann, Келн

2005
- Prototype Tokyo, nichido contemporary art, Токио

2004
- Love It or Leave It: 5. бијенале на Цетињу, Цетиње, Дубровник, Тирана (cat.)
- Old Now: Критичари су изабрали 2004, Ликовна галерија Културног центра Београда, Београд (cat.)
- Lies, Lust, Art & Fashion: Signale der Kleidung, Podewil, Берлин

2003
- Карминке, Галерија Звоно, Београд
- Homeless Београд, Палата „Албаније“, Теразије и ЦЗКД / Центар за културну деконтаминацију, Београд
- Identity, nichido contemporary art, Токио
- ...and... / ...ve..., org.: Istanbul Art Museum Foundation, Military Museum Exhibition Halls, Harbiye, Истанбул (cat.)

2002
- Attitude 2002: One Truth in Your Heart, Музеј савремене уметности, Кумамото, Јапан (cat.)
- Zum in zum aut: 43. Zoom In Zoom Out: 43. октобарски салон, Музеј историје Југославије – Музеј 25. мај и остали, Београд (cat.)

2001
- Vägskäl 2001, Leksands Kulturhus, Лександ, Шведска
- Византеме, Уметничка галерија Надежда Петровић, Чачак; Градска галерија, Пожега (cat.)

2000
- Art Forum Berlin, Galerie A. von Scholz, Берлин
- Уметност 2000: Уметничка галерија Надежда Петровић, Чачак (cat.)

1999
- After the Wall: Art and Culture in Post-Communist Europe, Moderna Museet, Стокхолм (cat.); Ludwig Múzeum, Будимпешта; Nationalgalerie im Hamburger Bahnhof - Museum für Gegenwart, Берлин
- Видео уметност у Србији / Video Art in Serbia, org.: Центар за савремену уметност, Битеф театар, Београд (cat.)

1998
- Gruppenbild, Galerie A. von Scholz, Берлин
- Madonna & Co - Female Icons, Galerie Christa Burger, Минхен

1997
- Entgegen: ReligionGedächtnisKörper in Gegenwartskunst, Kulturhaus et al, Грац, Аустрија (cat.)
- Art Cologne, Galeria A. von Scholz, Келн

1996
- Прототипови / Prototypes, Галерија Звоно, Београд (cat.)
- Transfigurative Painting, Galerie A. von Scholz, Берлин (cat.)
- 19. Меморијал Надежде Петриовић, Уметничка галерија Надежда Петровић, Чачак (cat.)

1995
- Faire Face, 46. бијенале у Венецији, Palazzo Bragadin, Венеција
- Pars pro toto (en passant 9), Podewil, Берлин (cat.)
- ExtraMuros, House of Kristian Dubbick and Eva Sjödahl-Essèn, Ломар-Неухонрат, Немачка

1994
- Уметничка колонија “Милешева” Град галерија, Дом револуције, Пријепоље (cat.)

1993
- Alphabeten und Analphabeten in Iconostasis, Ideenbank im Dreieck, Oderberger Strasse. 2, Берлин
- Private, Kunst-Werke, Берлин

1992
- Prototypes, Het Apollohuis, Ајндховен
- Prototypes, Haus am Lützowplatz, Берлин
- Farbe Gold: Dekor, Metapher, Symbol - Beweggründe für Malerei heute, Haus am Lützowplatz, Берлин (cat.)
- Berlin 37 Räume, Kunst-Werke, Берлин (cat.)
- International Painting Interactive, Siggraph Art Show, McCormick Place, Чикаго (cat.)
- Junge Kunst, Saarland Museum, Сарбрикен; Brandenburgische Kunstsammlungen Котбус, Немачка (cat.)

1991
- Галерија Дома револуције, Пријепоље (cat.)
- Berlin Divided, P.S.1 Museum, Њујорк
- Wanås 1991, Wanås Castle, Книслинге, Шведска (cat.)
- Künstler für den Frieden, Galerie Ingrid Dacić, Тибинген, Немачка

1990
- Zeichnungen und Installationen, Galerie André Joliet (Galerie Neuburger), Дуисбург, Немачка
- Laboratorium: The Drawing of Nature – The Nature of Drawing (with Sissel Tolaas), Galeria ON and Galeria AT, Познањ, Пољска
- Inventionen ’90: Festival Neuer Musik, org.: Akademie der Künste, Berliner Künstlerprogramm des DAAD, TU, Ballhaus Naunynstrasse, Берлин
- La poetica materiale: L’opera come spirito del luogo, Galleria Piero Cavellini, Бреша; Galleria Mazzocchi, Парма; Galleria Oddi Baglioni, Рим (cat.)
- Malerei – Grafik – Installationen: 40 Jahre Künstlerförderung 2. Teil, Technologie- und Innovationspark Berlin (TIB), Берлин (cat.)
- Милешева ’90, Галерија Дома револуције, Пријепоље (cat.)
- Construction in Process back in Łódź 1990, The Artists’ Museum et al, Лођ, Пољска (cat.)

1989
- Laboratorium: Australe - Boreale (with Sissel Tolaas), org.: Brühler Kunstverein, Orangerie Schloss Augustusburg, Брил, Немачка
- Synnyt: Nykytaiteen lähteitä / Sources of Contemporary Art, Nykytaiteen Museo, Хелсинки (cat.)
- Mediterraneo per l’Arte Contemporanea, Expo Arte, Бари, Италија (cat.)
- Сава Пројект, Парк међународног центра Сава, Београд
- Југословенска документа ’89, Галерије града Сарајева, Олимпијски центар Скендерија, Сарајево (cat.)

1988
- Satzgegenstand, Monumentenstrasse 24, Katakomben, Западни Берлин
- Kunst-Video!, Galleri F 15, Осло, Норвешка
- Летњи сусрети, Тврђава Ловријенац, Дубровник
- Summer Artists’ Meeting, СКЦ, Београд
- Kreuzung, Rhumeweg 26, Западни Берлин

1987
- Laboratorium: Берлин (with Sissel Tolaas), org.: Берлинер Künstlerprogramm des DAAD, Monumentenstrasse 24, Katakomben, Западни Берлин (cat.)
- Laboratorium: Bergen (with Sissel Tolaas), org.: Bergens Kunstforening, Georgernes Verft 3 USF, Берген, Норвешка
- Trinity (са Сисел Толас и Илија Шошкић), орг.: Хрватско друштво ликовних уметника (ХДЛУ), крипта Катедрале светог Дуја, Сплит
- 33. Westdeutsche Kurzfilmtage, Luise-Albertz-Halle, Оберхаузен, Немачка

1986
- Aperto ’86, 42. бијенале у Венецији, Венеција (cat.)
- Zeit der Zeremonie, studio d, Ingrid Dacić, Тибинген, Немачка
- Sixth Triennale-India 1986, Lalit Kala Akademi Rabindra Bhavan, Њу Делхи (cat.)
- Уметност интеррелација, Уметнички павиљон Цвијета Зузорић, Београд (cat.)
- Zwischen Himmel und Erde, Rhumeweg 26, Западни Берлин (cat.)
- Junge Kunst aus Jugoslawien: Steirischer Herbst ‘86, Künstlerhaus und Neue Galerie am Landesmuseum Joanneum, Грац; Hochschule für Angewandte Kunst, Беч; Künstlerhaus, Клагенфурт; Salzburger Kunstverein, Салцбург (cat.)

### Монографије и каталози самосталних изложби
- Милован ДеСтил Марковић, монографија, Чачак: Галерија ”Надежда Петровић”, 2008 Текст: Бенедикт Стегмајер, Јеша Денегри, Јован Деспотовић, Борис Буден
- Markovic: Transfigurative Works, монографија, Нирнберг: Verlag für Moderne Kunst, 2006. Текст: Борис Буден, Бојана Пејић, Клаудија Вајуди, Јошико Хонда
- Markovic: Transfigurative Painting, Берлин: Galerie A. von Scholz, 1996
- Марковић: Прототипови / Prototypes, Београд: Галерија Звоно, 1996. Текст: Мирољуб Марјановић
- Милован Де Стил Марковић, Пријепоље: Дом револуције, 1991
- Milovan Markovic, Sissel Tolaas, Laboratorium - The Key of Creation, књига, Берлин: Deutscher Akademischer Austauschdienst (DAAD), 1988
- Дестил Марковић, Власта Микић, Нови Сад, Галерија културног центра, 1985. Текст: Јеша Денегри
- Де Стил Марковић: Еухаристија, Београд: Музеј савремене уметности, 1985. Текст: Бојана Пејић
- Де Стил Марковић: Црни простор / Black Space, Београд: Студентски културни центар, 1983. Текст: Бојана Пејић
- Де Стил Марковић: Фрагменти слике: споменик, Београд: Студентски културни центар, 1982. Текст: Бојана Пејић

### Каталози групних изложби (избор)
- : 5. бијенале на Цетињу / Cetinje Biennial V, Цетиње: Народни музеј Црне Горе / Касел: Kunsthalle Fridericianum, 2004. Текст: Милован Марковић
- : Критичари су изабрали 2004, Београд: Културни центар, 2004. Текст: Јован Деспотовић, “Old Now: или професори ФЛУ – пласичари / Old Now: or Professors at the Faculty of Fine Arts – Sculptors”
- Текст: Сузана Милевска
- , Кумамото: Музеј савремене уметности, 2002. Текст: Милован Марковић, “Transfiguratives”; Yoshiko Honda, “Handed-down Portrait”
- : 43. октобарски салон /Zoom In Zoom Out: 43rd October Salon, Београд: Културни центар, 2002
- , Берлин: Stiftung “Brandenburger Tor” der Bankgesellschaft Berlin und Staatliche Museen zu Berlin – Preußischer Kulturbesitz, 2000. Текст: Бојана Пејић, „Милован Марковић“
- , Стокхолм: Moderna Museet, 1999. Текст:
- 19. Меморијал Надежде Петровић, Чачак: Уметничка галерија Надежда Петровић, 1996. Текст: Бојана Пејић, “Анђео, тело, зазорно” / “Angel, Body, Abject”
- Orient/ation: 4. Међународно бијенале у Истанбулу, Истанбул: Istanbul Foundation for Culture and Arts, 1995. Текст: Милован Марковић, “Collective Portrait”
- Junge Kunst, Сарбрикен: Saar Ferngas AG, 1992
- Berlin 37 Räume, Берлин: Kunst-Werke, 1992
- Farbe Gold: Dekor – Metapher – Symbol, Beweggründe für Malerei heute, Берлин: Haus am Lützowplatz ed.: Künstlerhaus, Берлин: Nicolai, 1992. Текст: Бојана Пејић, “Die goldene Dimension”
- La poetica materiale: L’opera come spirito del luogo, Бреша: Edizioni Nuovi Strumenti,1990. Текст: Martina Corgnati
- Југословенска документа ‘89, Сарајево: Олимпијски центар Скендерија, 1989
- Mediterraneo per l’Arte Contemporanea, Бари: Fiera del Levante Expo Arte, 1989. Текст: Биљана Томић
- Synnyt: Nykytaiteen lähteitä / Sources of Contemporary Art, Хелсинки: Nykytaiteen Museo, 1989
- Junge Kunst aus Jugoslawien / Млада југословенска умјетност: Steirischer Herbst ’86, Загреб: Галерије града Загреба, 1986. Текст: Лидија Мереник, “Belgrad: Die Achtziger Jahre” / “Београд: Осамдесете године”
- XLII Esposizione Internazionale d’Arte, бијенале у Венецији: Arte e Scienzia, Венеција: Electa, 1986
- 6. тријенле - Индија 1986, Њу Делхи: Lalit Kala Akademi, Rabindra Bhavan, 1986
- Zugehend auf eine Biennale des Friedens – Dem Frieden eine Form geben, Хамбург: Kulturbehörde Hamburg und das Kuratorium der Art-of-Peace-Biennale, 1985
- Постизми: Београдска сцена, Копривница: Галерија Копривница, Вараждин: Галерија Слика, 1985. Текст: Бојана Пејић, “Постизми”; “Милован Де Стил Марковић” (интервју)
- XIX. Internationale Malerwochen in der Steiermark, Грац: Neue Galerie, 1984
- Viaggio, ed. by Antonio d’Avossa, Рим: Nuova Galleria Internazionale, 1984
- Критичари су изабрали, Београд: Културни центар, 1983. Текст: Јован Деспотовић, “Мрђан Бајић, Тахир Лушић, Де Стил Марковић”
- Београд – Wien / Беч – Belgrad, Београд: Студентски културни центар, 1983. Текст: Биљана Томић
- Уметност осамдесетих, из кат, Београд: Музеј савремене уметности, 1983. Текст: Јеша Денегри, Јадранака Винтерхалтер, Јован Деспотовић, “После осамдесете: уметност у знаку разноликости”
- New Now, Земун: Галерија Пинки, 1982. Текст: Јован Деспотовић
- Млади 80, Београд: Музеј савремене уметности, 1980. Текст: Милован Марковић

### Чланци и критике (избор)
- Nakahara Sayoko, “Milovan Markovic ‘Prototype Tokyo’,” Relax (Токио), no. 103, септембар 2005
- Ozaki Tetsuya, “Milovan Markovic ‘Prototype Tokyo’,” Art it (Токио), 3  (3):, лето/јесен 2005
- Robert Reed, “Milovan Markovic’s ‘Prototype’ artworks,” The Daily Yomiuari (Токио), edition A, 18. август 2005
- Claudia Wahjudi, “Die Unsichtbaren,” Spot, (Берлин), no. 4, 2004
- С. Ђ. M. [Срђан Ђиђа Марковић], “Кармин за жене, за мушкарце бријање,” Глас (Београд), 18. новембар 2003
- Љубица Јелисавац, “Прича о бескућницима, прича о нама” (интервју) Блиц (Београд), 7. новембар 2003
- М. Јовановић, “‘Невидљиви народ’ од Берлина до Јоханесбурга,” Данас (Београд), 6. новембар 2003
- Љиљана Тадић, “Де Стил Марковић – Један од Жестоких’” (интервју), Лице (Београд), бр. 31, 2003
- Sumie Kawai, “Berlin,” Pen (Токио), no. 106, 2003
- J. Br. [Jacques Brunel], “Miroirs rouge,” Le Monde (Париз), 20. септембар 2001
- Claudia Wahjudi, “After the Wall,” Kunstforum International (Ruppichteroth), јануар-март, 2001
- Angelika Stepken, “Make-up-Bilder: Milovan Markovics Porträts berühmter Frauen,” Neue Bildende Kunst (Берлин), фебруар/март 1997
- Martin Conrads, “Hillary Clintons Kleid – Die Frau als Projektionsfläche im Goldrahmen: Lippenstift-Bilder von Milovan Markovic in der Galerie A. von Scholz,” Zitty (Берлин), 1996
- Гордана Васиљевић, “Стаза просветљења,” Нова Борба (Београд), 26. јун 1996
- Јован Деспотовић, “Рука која салутира,” Време (Београд), 22. јун 1996
- Марија Ђорђевић, “Стаза просветљења – сусрети са ствараоцима: Милован Де Стил Марковић” (интервју), Политика (Београд), 9. јун 1996
- Мирољуб Марјановић, “Преиспитивање профаног лика” (интервју), Време (Београд), 9. јун 1996
- Саво Поповић, “Икона је, заправо, алфабет,” Недељна Борба (Београд), 1-2. јун 1996
- Antoine Perraud, “L’épuration artistique”, Télérama (Париз), 7. јун 1995
- Harald Fricke, “Manchmal lichtet sich dennoch der Blick …”, die tageszeitung (Берлин), 6. март 1993
- Ingela Lind, “Röd fullträff I bokskogen – Dragning åt metafysik och melankoli i Wanås,” Dagens Nyheter (Стокхолм), 31. мај 1991
- Angelika Stepken, “Construction in Process back in Lodz,” Kunstforum International (Рупихтерот), no. 111, јануар/фебруар, 1991
- М. Стојановић, “Милован Марковић у Брилу,” Политика (Београд), 6. септембар 1989
- Драган Јовановић Данилов, “Велика инвокација Милована Де Стила Марковића,” Међај (Титово Ужице), 1988
- Tuvid Larsen, “Kunst som surrer,” Arbeiderbladet (Осло), 5. март 1988
- Finn Jor, “Kunst på femti skermer,” Aftenposten (Осло), 5. март 1988
- Ingrid Blekastad, “Liv, død, skaping,” Bergens Tidende (Берген), 6. јун 1987
- Angelika Stepken, “Sissel Tolaas und Milovan Marković,” Kunstforum International (Келн), мај/јун, 1987
- Harald Flor, “Fra Берлин til Bergen,” Dagbladet (Осло), мај, 1987
- Wiglaf Droste, “Der große Wurf,” die tageszeitung (Берлин), 24. март 1987
- ac [Andreas Conrad], “Der ‘Schlüssel der Schöpfung’ in einem Kreuzberger Keller,” Der Tagesspiegel (Берлин), 22. март 1987
- Биљана Томић, “Аперто 86,” Момент (Београд), бр. 6/7, септембар/децембар, 1986
- Јован Деспотовић, “Еухаристија: Де стил Марковић,” Момент (Београд), бр. 5, април/јун, 1986
- С. [Славко] Тимотијевић, “Де Стил Марковић – комад који гања уметност по свету,” Књижевне новине (Београд), јануар 1986
- Милан Дамњановић, “Награда ‘Владислав Рибникар’: без провинције,” НИН (Београд), 26. јануар 1986
- Мирјана Живковић, “Посвећеност уметности,” Политика (Београд), 17. јануар 1986
- М. [Мирјана] Живковић, “Одлука жирија ‘Политике’ за награду из фонда Владислав Рибникар: Добитник Милован Де Стил Марковић,” Политика (Београд), 17. јануар 1986
- Боајана Пејић, “Де Стил Марковић: човек креативног доба” (интервју), Момент, Београд, бр. 3-4, новембер 1985 / март 1986
- Angelika Stepken, “Allchemie und Astrologie auf Leinwand,” Zitty (Берлин), no. 19, 1985
- Коста Васиљковић, “Жестина утопијске рефлексије,” Комунист (Београд), 1. фебруар 1985
- Дарка Радосављевић, “Варијације на еухаристију,” Студент (Београд), бр. 1-2, 16. јануар 1985
- Александар Ђурић, “Реинкарнацији стила,” Политика (Београд), 14. јануар 1985
- Сања Кесић, Мирољуб Марјановић, “Разговори са уметницима: Слава није тежња, она је само последица!,” 3+4 часопис студената историје уметности, Београд, 1984
- Зоран Маркуш, “Хоће да неће,” Недељна Борба (Београд), 21-22. јануар 1984
- Мирјана Живковић, “Време ‘Жестоких’,” Политика (Београд), 31. децембар 1983 / 1-2. јануар 1984
- Гвидо Претња [Славко Тимотијевић], “Октобарски салон: Најзад млади,” Омладинске новине (Београд), 6. новембар 1983
- Ж. [Жељко] Кипке, “Фрагменти слике: споменик,” Студентски лист (Загреб), 26. октобар 1983
- Јеша Денегри, “Fine postcards Belgrado,” Juliet Art Magazine (Трст), no. 11, април/мај 1983
- Јован Деспотовић, “‘Жестоки’ стил Де Стила,” Младост (Београд), 30. април 1983
- Бојана Пејић, “Време иконодула,” Поља (Нови Сад), бр. 289, март 1983
- Де Стил Марковић, “Ритуал мегаломанских форми,” Зум Репортер (Београд), 25. новембар-2. децембар 1982
- Јован Деспотовић, “Жестоки потези бојом”, Књижевне новине (Београд), 9. новембар 1982
- Де Стил Марковић, “Water Sex u SKC-u”, Зум Репортер (Београд), 30. септембар-7. октобар 1982
- Де Стил Марковић, “Док цео град спава,” Зум Репортер (Београд), 18-25. март 1982
- Бојана Пејић, “Првих десет година: Галерија СКЦ”, Домети (Ријека), мај 1981
- Јеша Денегри, “Београд: двије приредбе младих умјетника”, Око (Загреб), 20. октобар-13. новембар 1980